# بورهيدريد

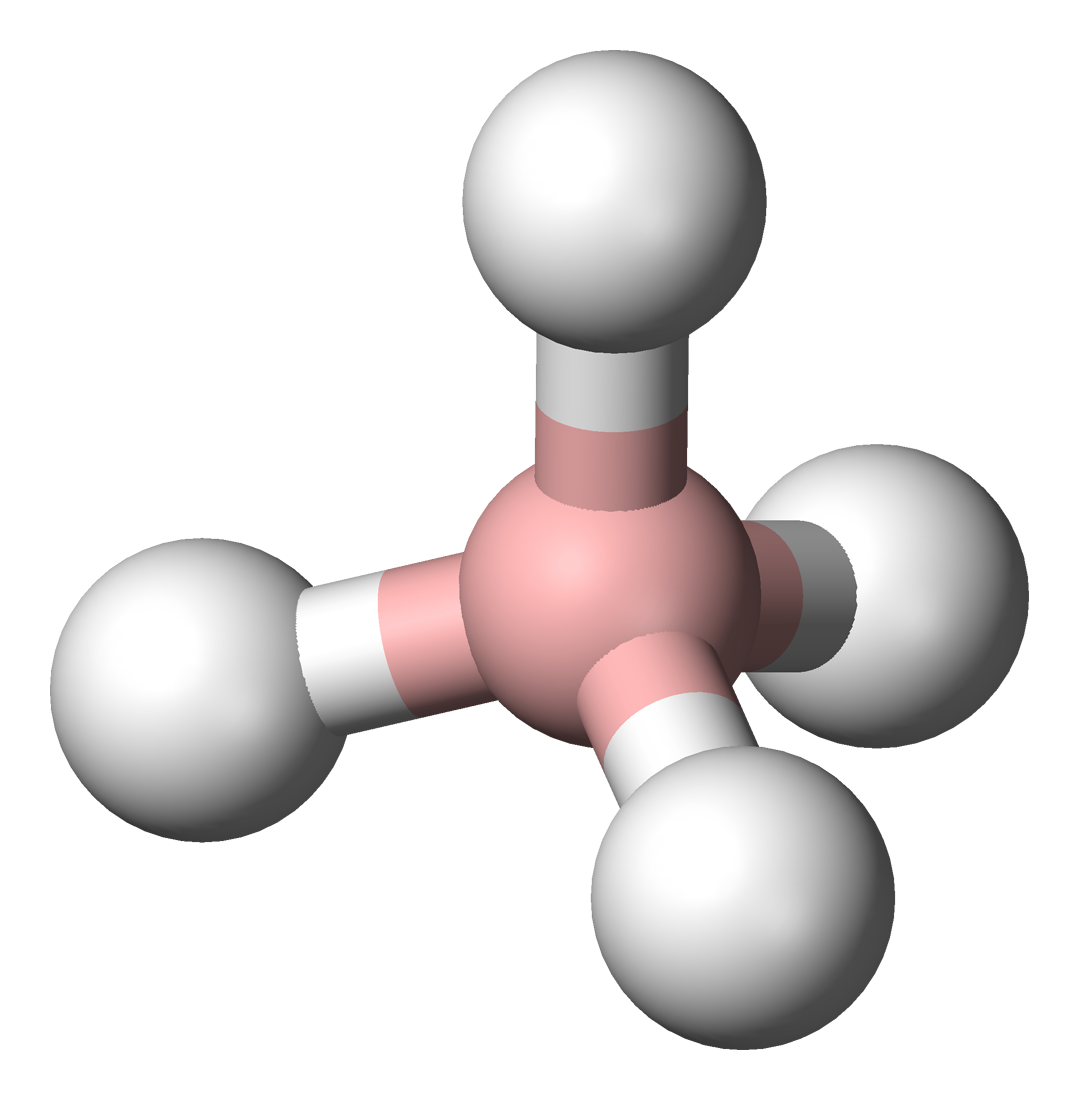
نموذج الكرة والعصا لأنيون رباعي هيدروبورات [BH4]-

يشير بورهيدريد إلى الأنيون [BH4]−، ويسمى أيضًا رباعي هيدروبورات. بورهيدريد أو هيدروبورات هو أيضًا المصطلح المستخدم للمركبات التي تحتوي على [BH4-nXn]−، حيث n عدد صحيح من 0 إلى 3، كما في سيانو بوروهيدرايد أو سيانو ثلاثي هيدروبورات [BH3(CN)]− وثلاثي إيثيل بورهيدريد أو ثلاثي إيثيل هيدروبورات [BH(CH2CH3)3]−، يستخدم البورهيدريد على نطاق واسع كعامل اختزال في الاصطناع العضوي. ومن أهمها هو بورهيدريد الليثيوم والصوديوم، وان رباعي هيدروبورات ذو أهمية أكاديمية وصناعية في الكيمياء غير العضوية.

## تاريخ
وصفت البورهيدريدات كفلزات قلوية لأول مرة في عام 1940 من قبل هيرمان إيرفينغ شليزنجر وهيربرت سي براون، عندما قاموا بتصنيع بورهيدريد الليثيوم Li[BH4] من ثنائي البوران B2H6:
2 MH + B2H6 → 2 M[BH4]
حيث إن:
M = Li, Na, K, Rb, Cs

## الاستخدامات
بورهيدريد الصوديوم هو البورهيدريد الذي ينتج على نطاق واسع صناعياً، ويقدر بـ 5000 طن / سنة في عام 2002. وان الاستخدام الرئيسي له هو اختزال ثاني أكسيد الكبريت ليعطي ثنائي ثيونيت الصوديوم:
Na[BH4] + 8 NaOH + 8 SO2 → 4 Na2S2O4 + NaBO2 + 6 H2O